# Geometria computacional
La geometria computacional és una branca de les ciències de la computació que es dedica a l'estudi d'algorismes que es poden expressar en termes de geometria. Alguns dels problemes purament geomètrics sorgeixen de l'estudi dels algorismes de la geometria computacional, i aquest tipus de problemes també es considera part de la geometria computacional.
Les dues branques principals de la geometria computacional són:
- La geometria combinatòria computacional, també anomenada geometria algorísmica, que tracta els objectes geomètrics com a entitats discretes. El primer ús del terme «geometria computacional» en aquest sentit es remunta al 1975.[1]
- La geometria computacional numèrica, també anomenada geometria màquina, disseny geomètric assistit per ordinador (CAGD) o modelat geomètric, que tracta principalment la representació d'objectes del món real en la forma adequada pels càlculs d'ordinador en els sistemes CAD / CAM. Aquesta branca es pot veure com una evolució de la geometria descriptiva i sovint és considerada com una branca dels gràfics per ordinador o CAD. El terme «geometria computacional» s'usa en aquest sentit d'ençà del 1971.